# Formicomiris
Formicomiris is een geslacht van wantsen uit de familie van de Miridae (blindwantsen). Het geslacht werd voor het eerst wetenschappelijk beschreven door José Cândido de Melo Carvalho en Schaffner in 1975.

## Soorten
Het genus is monotypisch en bevat alleen de volgende soort:

- Formicomiris tibialis Carvalho & Schaffner, 1975